# Кони Марли
Кони Марли́ (фр. Chevaux de Marly) — произведение французского скульптора Гийома Кусту Старшего. Две симметричные (парные) скульптурные группы из каррарского мрамора, созданные в 1743—1745 годах. Изображают вставших на дыбы коней, укрощаемых возницами. Это произведение было заказано французским королём Людовиком XV, пожелавшим восстановить скульптурный ансамбль парка и замка Марли (Château de Marly), заброшенного во времена Регентства.
Две скульптурные группы для украшения бассейна «Водопой Марли» (фр. l'abreuvoir de Marly) — места, где ранее стояли две скульптуры: «Меркурий верхом на Пегасе» (Mercure à Cheval sur Pégase) и «Слава верхом на Пегасе» (La Renommée à Cheval sur Pégase), работы скульптора эпохи Людовика XIV Антуана Куазево. В 1719 году «Пегасы» Куазево были перемещены в Париж, в сад Тюильри.
Модели Кусту утверждены королём в 1743 году и установлены в Марли в 1745 году, после всего лишь двух лет работы. Кусту при работе над моделями рисовал непосредственно в королевских конюшнях, а для изображения фигур возниц приглашал натурщиков. Прообразами композиции послужили позднеантичные скульптурные группы Диоскуров на Квиринальской площади и на Кампидолио (вершине Капитолийского холма в Риме. Однако парные римские группы статичны. Поэтому ближе работе Кусту следует считать «Коней Аполлона» (Les chevaux d’Apollon) работы братьев Марси в Версале, а также рельеф «Солнечные Кони» (Chevaux du Soleil) скульптора Робера Ле Лоррена (1737). Парные скульптуры работы Кусту из каррарского мрамора изображают возничего, пытающегося управлять дикой лошадью. Считается, что одна фигура представляет Америку (мужчина негроидного типа в шляпе из перьев), другая — Европу (без атрибутов).
Во время революции, в 1794 году, Давид распорядился перевезти «Коней Марли» в Париж и установить их симметрично у въезда на Елисейские поля (со стороны современной Площади Согласия. В настоящее время обе скульптурные группы находятся в Лувре.
Произведение Кусту проникнуто барочной динамикой и экспрессией. «Здесь во всём своём торжественном пафосе оживает дух французского барокко: напряжённая динамика, сложность контура, живописное богатство форм, размах и сила движения, великолепно переданное ощущение борьбы и сопротивления…». Но «выразительные черты барокко у Кусту подчинены строгой организованности ритма, цельности общего впечатления». В этом проявлены основы индивидуального стиля художника, восходящего к «большому стилю» второй половины XVII века, эпохи «Короля-Солнце», в котором органично сосуществовали элементы барокко и классицизма.
«Кони Марли» оказались весьма успешными и в последующую эпоху романтизма, они предвосхитили одержимость Теодора Жерико, его «Бега свободных лошадей в Риме» (1817). Произведением Кусту восхищались Эжен Делакруа и Виктор Гюго. «Кони Марли» послужили одним из прототипов не менее знаменитых скульптурных групп «Укрощение коня человеком», выполненных П. К. Клодтом для Аничкова моста в Санкт-Петербурге (1838—1843).
Копии «Коней Марли» создал скульптор Мишель Бурбон, и в 1985 году их поместили на старое место перед Шато-де-Марли. Военные парады с использованием тяжёлой техники, которые проводили на Елисейских полях 14 июля, как посчитали эксперты, стали разрушать мрамор и в 1984 году оригиналы заменили мраморными копиями работы Бурбона. Оригинальные скульптуры перенесли в Лувр, во двор флигеля Ришельё, где ныне экспонируются и другие произведения французских скульпторов XVII—XVIII веков. После реконструкции двор переименовали в «Cour Marly» (Двор Марли).
В 2009 году появился парфюмерный бренд Parfums de Marly, на логотипе  которого изображено изображение «Кони Марли».

## Галерея

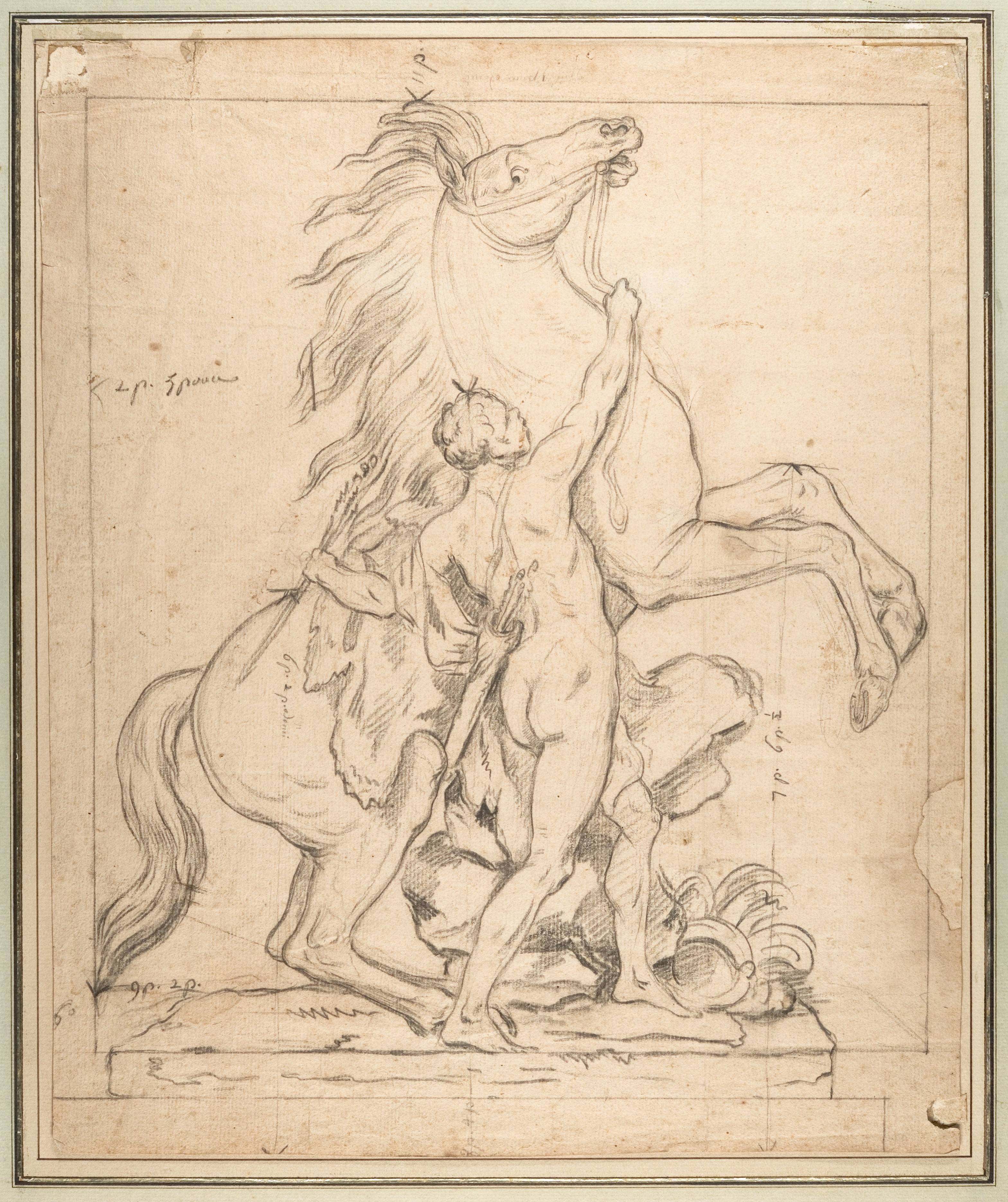
Подготовительный рисунок к группе «Укротителей коней». 1742. Метрополитен-музей, Нью-Йорк
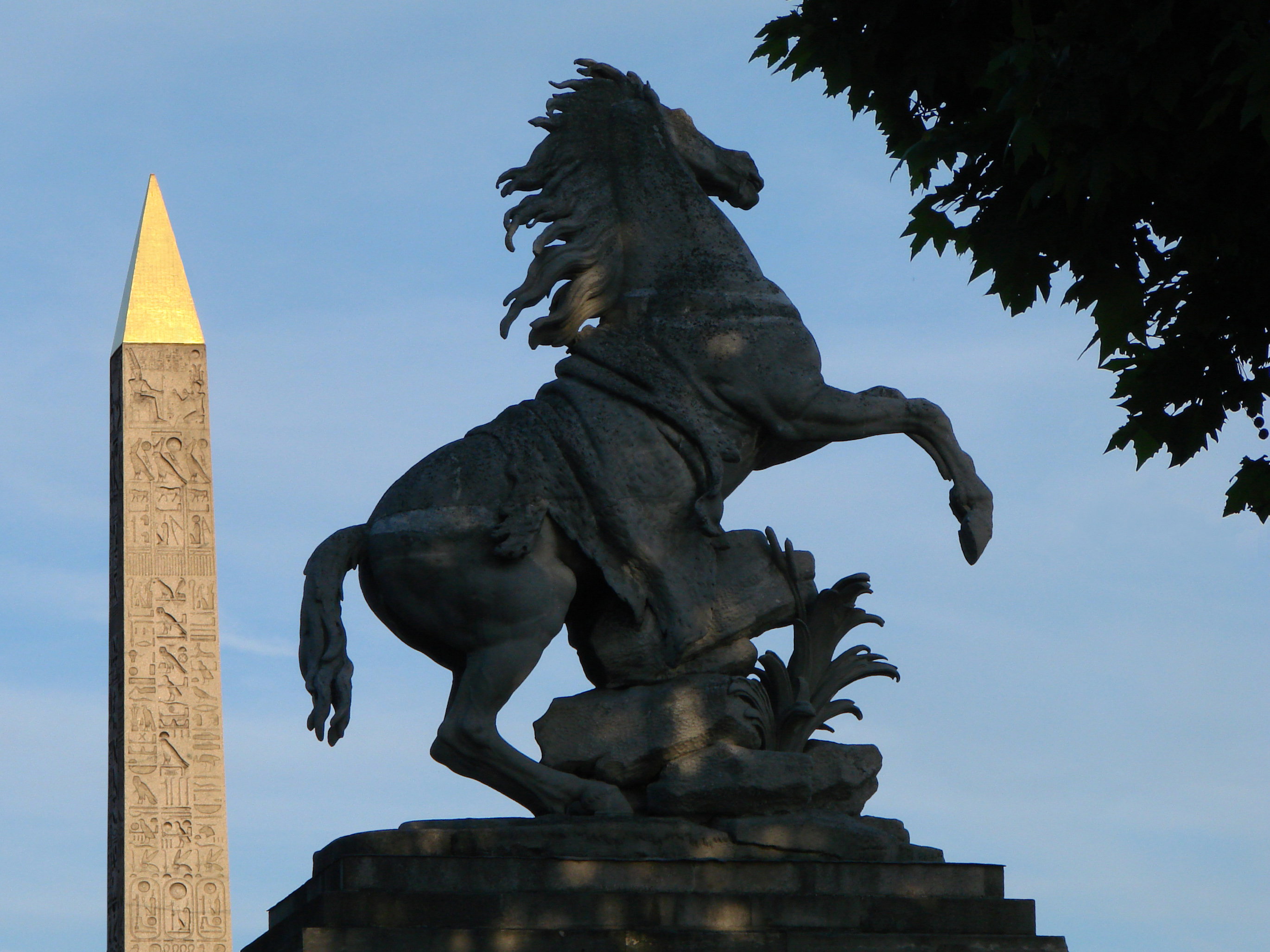
Одна из групп «Коней Марли». Копия М. Бурбона. 1984. Мрамор. Елисейские поля, Париж
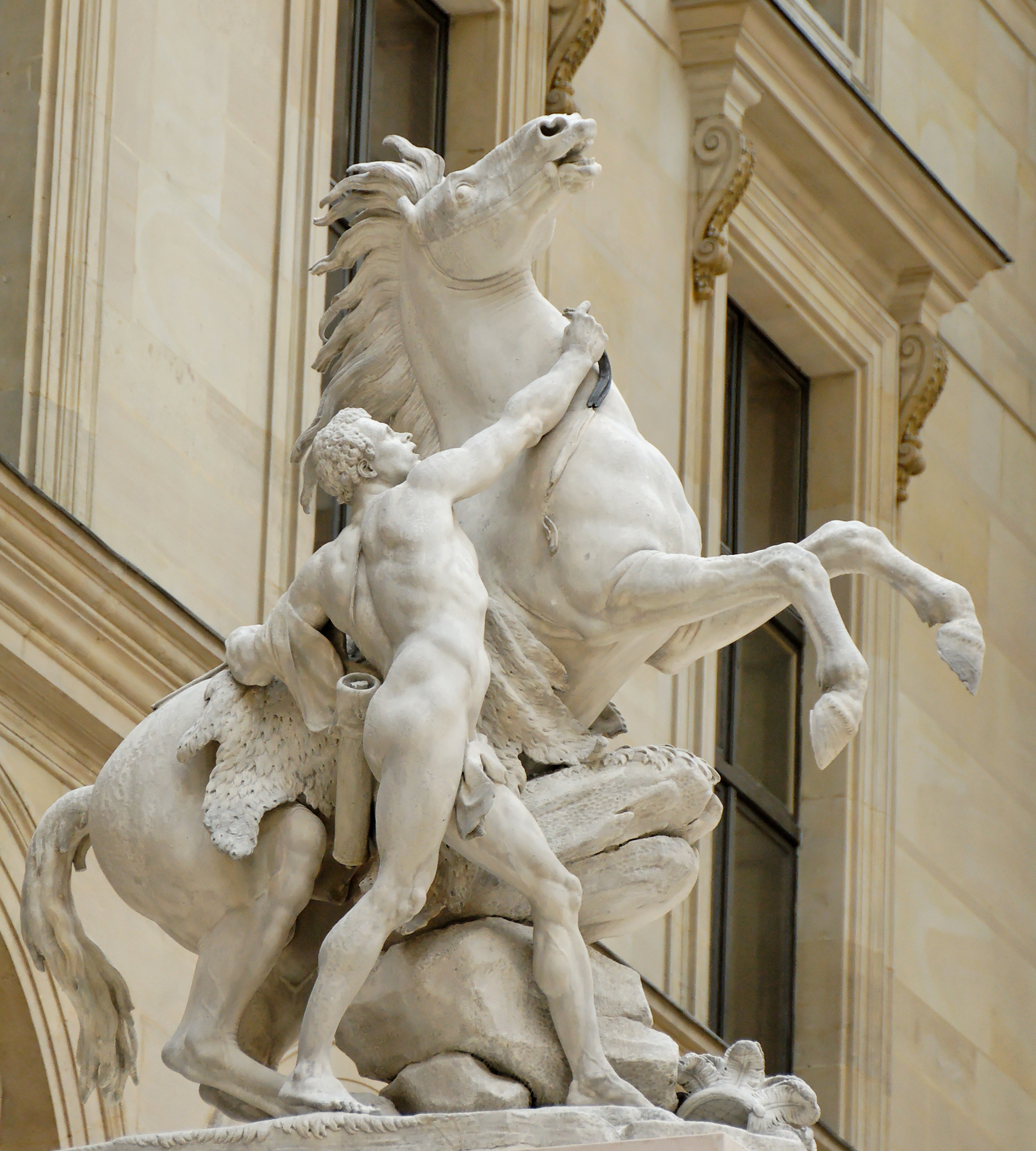
Одна из парных скульптур в Лувре. 1743-1745. Мрамор
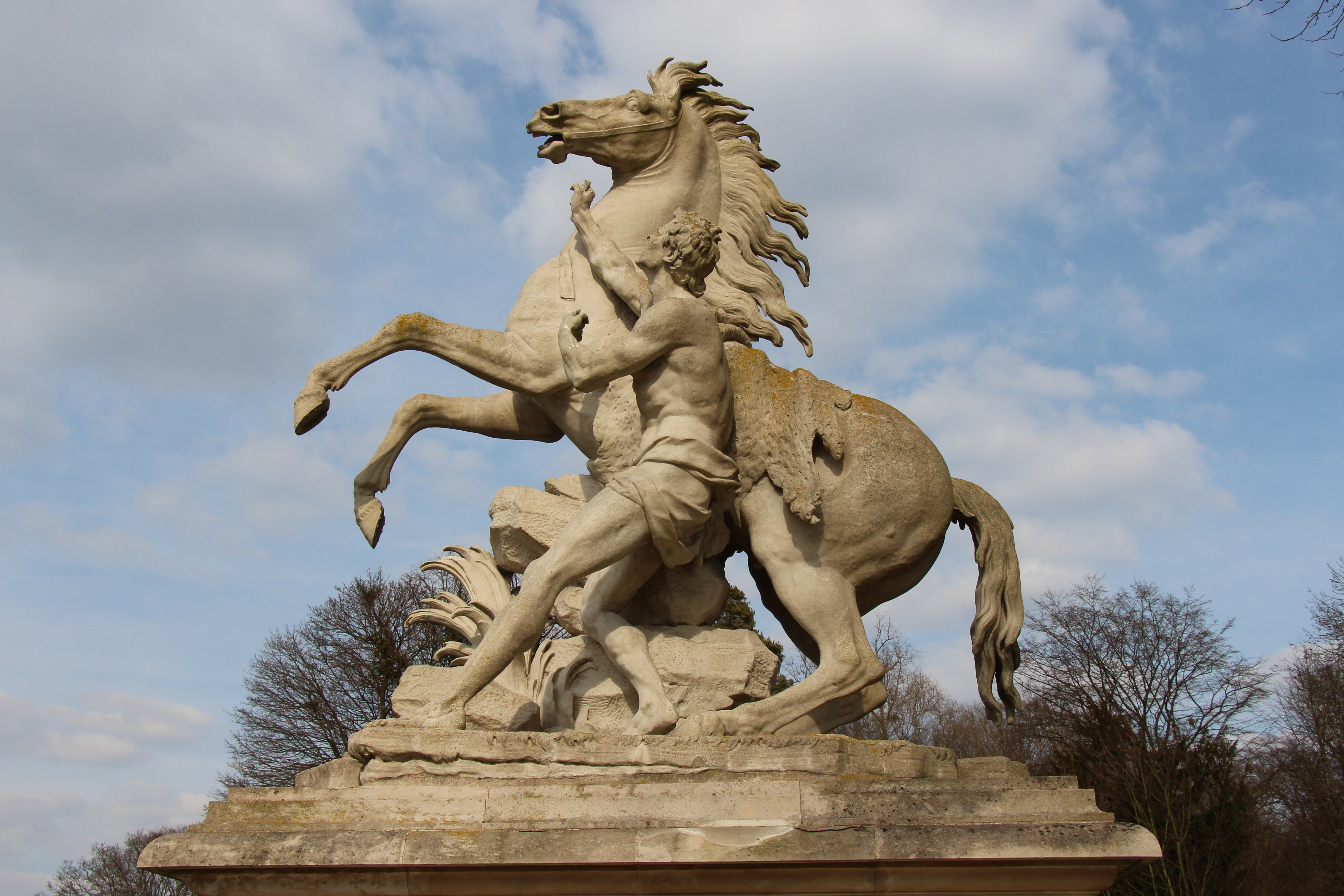
Копия в парке Марли-ле-Руа
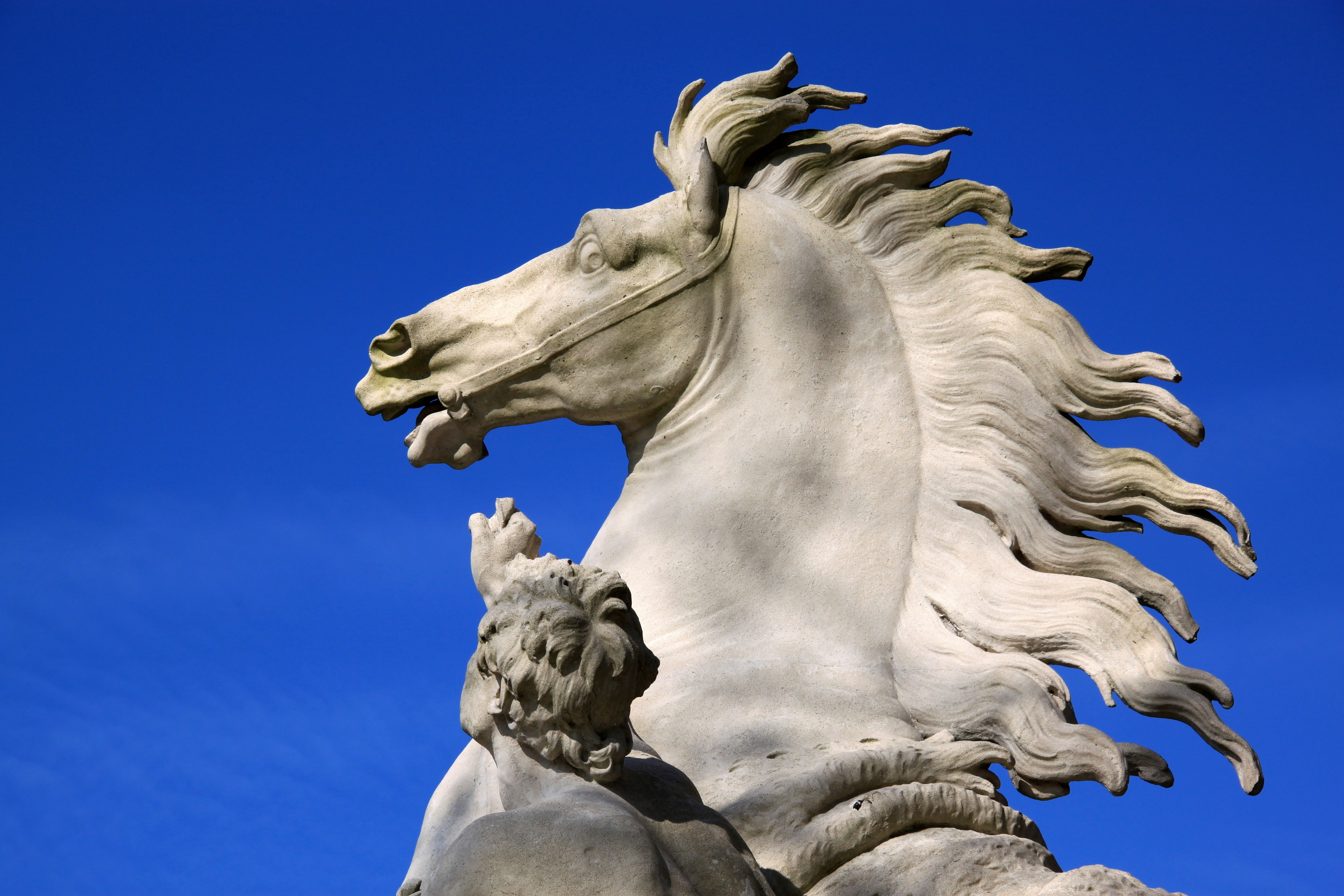
Деталь скульптуры